# Motorpoint-Marshalls Pasta/Saison 2010
Dieser Artikel listet Erfolge und Mannschaft des Radsportteams Motorpoint-Marshalls Pasta in der Saison 2010 auf.

## Saison 2010

### Erfolge im Cyclocross 2009/2010
| Datum      | Rennen                  | Fahrer    |
| ---------- | ----------------------- | --------- |
| 7. Februar | Britische Meisterschaft | Ian Bibby |

### Zugänge – Abgänge
| Zugänge         | Team 2009     | Abgänge         | Team 2010                     |
| --------------- | ------------- | --------------- | ----------------------------- |
| Ian Bibby       | Team Halfords | Russell Downing | Sky Professional Cycling Team |
| Ed Clancy       | Team Halfords | Graham Briggs   | Rapha Condor-Sharp            |
| Andrew Tennant  | Team Halfords | Dale Appleby    | Team Raleigh                  |
| Steven Burke    | Neoprofi      | Simon Holt      | Unbekannt                     |
| Jonathan McEvoy | Neoprofi      | Matthew Rowe    | Unbekannt                     |

### Mannschaft
| Name            | Geburtstag        | Nationalität           |
| --------------- | ----------------- | ---------------------- |
| Ian Bibby       | 20. Dezember 1986 | Vereinigtes Königreich |
| Steven Burke    | 4. März 1988      | Vereinigtes Königreich |
| Ed Clancy       | 12. März 1985     | Vereinigtes Königreich |
| Lee Davis       | 18. Juni 1970     | Vereinigtes Königreich |
| Malcolm Elliott | 1. Juli 1961      | Vereinigtes Königreich |
| Jonathan McEvoy | 2. August 1989    | Vereinigtes Königreich |
| Andrew Roche    | 22. November 1971 | Irland                 |
| James Sampson   | 24. Juli 1986     | Vereinigtes Königreich |
| Andrew Tennant  | 9. März 1987      | Vereinigtes Königreich |
| Peter Williams  | 13. Dezember 1986 | Vereinigtes Königreich |